# Região de Planejamento dos Lagos
A Região de Planejamento dos Lagos é uma das 32 regiões administrativas do estado do Maranhão, no Brasil. Localiza-se no Norte Maranhense e na região da Baixada Maranhense.
Viana é cidade-polo da Região, além de maior centro populacional, comercial e de serviços.

## Formação
Cinco municípios formam a Região de Planejamento dos Lagos:
- Cajari
- Matinha
- Olinda Nova do Maranhão
- Penalva
- Viana